# Onthophagus mongkhoni
Onthophagus mongkhoni es una especie de insecto del género Onthophagus, familia Scarabaeidae, orden Coleoptera.

## Historia
Fue descrita científicamente por Masumoto, Hanboonsong & Ochi en 2002.